# Skala CEAP
Skala CEAP – klasyfikacja umożliwiająca klasyfikację objawów klinicznych (C), etiologii (E), lokalizacji anatomicznej (A) i przyczyn patofizjologicznych (P) przewlekłej niewydolności żylnej, a także określić liczbowo stopień zaawansowania choroby (w postaci skali punktowej). Skala w zamierzeniu ułatwia komunikowanie i porównywanie ze sobą przypadków schorzenia.

## C - objawy kliniczne
- 0 - zmiany niewidoczne i niewyczuwalne
- 1 - teleangiektazje i żylaki siatkowate
- 2 - żylaki
- 3 - obrzęk
- 4 - zmiany skórne (A:przebarwienie, wyprysk, B:lipodermatosclerosis)
- 5 - wygojone owrzodzenie
- 6 - czynne owrzodzenie

## E - etiologia
- EC - zespoły wrodzone
- EP - zmiany pierwotne o nieznanej przyczynie
- ES - zmiany nabyte (wtórne) ze znanych przyczyn

## A - lokalizacja anatomiczna
- AS - żyły powierzchowne
  - 1 - teleangiektazje i żylaki siatkowate
  - 2 - żyła odpiszczelowa powyżej kolana
  - 3 - żyła odpiszczelowa poniżej kolana
  - 4 - żyła odstrzałkowa
  - 5 - inne żyły powierzchowne
- AD - żyły głębokie
  - 6 - żyła główna dolna
  - 7 - żyła biodrowa wspólna
  - 8 - żyła biodrowa wewnętrzna
  - 9 - żyła biodrowa zewnętrzna
  - 10 - żyły miednicy
  - 11 - żyła udowa wspólna
  - 12 - żyła udowa głęboka
  - 13 - żyła udowa powierzchowna
  - 14 - żyła podkolanowa
  - 15 - żyły głębokie podudzia
  - 16 żyły mięśniowe
- AP - żyły przeszywające (tak zwane perforatory)
  - 17 - żyły przeszywające uda
  - 18 - żyły przeszywające podudzia

## P - przyczyny patofizjologiczne
- PR - refluks
- PO - niedrożność
- PR,O - refluks i niedrożność

Przykładowo oznaczenie C2ECA3PO oznacza wrodzone żylaki podudzia spowodowane niedrożnością.

## Skala punktowa CEAP
Punktacja dysfunkcji układu żylnego opiera się na ocenie:
1. Nasilenia dolegliwości i powikłań związanych z przewlekłą niewydolnością żylną (0-18 punktów).
2. Anatomicznej rozległości zmian (0-18 punktów).
3. Stopnia upośledzenia zdolności do pracy zarobkowej (0-3 punkty).